# 恩田尚之
恩田 尚之（おんだ なおゆき、1962年12月17日 - ）は、日本の男性アニメーター、キャラクターデザイナー。フリー。北海道紋別郡遠軽町出身。血液型B型。

## 来歴・人物
『伝説巨神イデオン』を観て湖川に憧れ、アニメーターを志す。高校の先輩・矢木正之が湖川の主宰する作画スタジオビーボォーのアニメーターだったことから紹介してもらい、1979年に作画スタッフとしてビーボォーに入社、業界入りする。初仕事は『Dr.スランプ アラレちゃん』の動画。『聖戦士ダンバイン』で原画デビューした。先にビーボォーから独立した北爪宏幸が設立したスタジオぱっくに、85~86年ごろにビーボォーから移籍し、さらに1987年に設立されたアトリエ戯雅を経て、同社の解散によりフリーになる。
漫画家・安彦良和、アニメーター・湖川友謙と同じく、北海道遠軽高等学校の卒業生である。キャラクターデザイン・作画監督としても活躍する。

## 参加作品

### テレビアニメ
1981年
- Dr.スランプ アラレちゃん（-1986年、動画）

1982年
- 戦闘メカ ザブングル（-1983年、動画）

1983年
- 聖戦士ダンバイン（-1984年、原画・動画・動画チェック）

1984年
- 重戦機エルガイム（-1985年、原画・動画チェック）

1985年
- 炎のアルペンローゼ（OP原画）
- 機動戦士Ζガンダム（-1986年、作画監督・原画）
- 超獣機神ダンクーガ（原画）

1986年
- 機動戦士ガンダムΖΖ（-1987年、作画監督・原画）
- 光の伝説（作画監督）

1996年
- 魔法少女プリティサミー（作画監督）

1997年
- バトルアスリーテス大運動会（OP原画）
- 新・天地無用!（OP ED原画・作監協力）

1998年
- 異次元の世界エルハザード（OP原画）
- ロードス島戦記-英雄騎士伝-（作画監督・ED原画）

1999年
- BLUE GENDER（-2000年、OP・ED原画）

2000年
- アルジェントソーマ（-2001年、原画）

2001年
- 魔法遊戯 飛び出す!!ハナマル大冒険（-2002年、作画監督）
- ヒカルの碁（-2003年、作画監督・原画）

2002年
- Witch Hunter ROBIN（絵コンテ・作画監督・原画）
- ぷちぷり*ユーシィ（-2003年、作画監督・原画）
- 超重神グラヴィオン（原画）
- 機動戦士ガンダムSEED（-2003年、原画）

2003年
- THE ビッグオー 2nd Season（OP原画）
- LAST EXILE（作画監督）
- WOLF'S RAIN（作画監督）
- TEXHNOLYZE（作画監督）
- 住めば都のコスモス荘 すっとこ大戦ドッコイダー（原画）

2004年
- GANTZ（キャラクターデザイン・総作画監督）
- KURAU Phantom Memory（作画監督補佐）
- 巌窟王（-2005年、作画監督）
- スクールランブル（-2005年、原画）

2006年
- Ergo Proxy（キャラクターデザイン・作画監督・原画）
- 家庭教師ヒットマンREBORN!（原画）

2007年
- 機動戦士ガンダム00（-2008年、OP2キャラクター作画監督）

2008年
- BLASSREITER（キャラクターデザイン・総作画監督）

2010年
- 俺の妹がこんなに可愛いわけがない（原画）

2012年
- 緋色の欠片（キャラクターデザイン・総作画監督・OP総作画監督・ED作画監修）
- 緋色の欠片 第二章（キャラクターデザイン・総作画監督・OPED作画監督）

2013年
- PSYCHO-PASS サイコパス（キャラクターデザイン協力・総作画監督）

2014年
- 神撃のバハムート GENESIS（キャラクターデザイン・総作画監督）

2017年
- 神撃のバハムート VIRGIN SOUL（キャラクターデザイン・総作画監督）
- いぬやしき（キャラクターデザイン・作画監督）

2018年
- 牙狼-GARO- -VANISHING LINE-（原画）

2019年
- マナリアフレンズ（エンドイラスト）
- どろろ（原画）
- PSYCHO-PASS サイコパス 3（キャラクターデザイン・総作画監督）

2020年
- 映像研には手を出すな!（作画監督）

2022年
- ユーレイデコ（作画監督）

2023年
- MFゴースト（キャラクターデザイン・総作画監督）

2024年
- ダンダダン（キャラクターデザイン）

### 劇場アニメ
1982年
- 伝説巨神イデオン 接触編・発動編（動画）

1985年
- オーディーン 光子帆船スターライト（原画）

1988年
- 機動戦士ガンダム 逆襲のシャア（作画監督補佐）

1993年
- 獣兵衛忍風帖（原画）

1996年
- X（原画）

2000年
- 劇場版 ああっ女神さまっ（作画監督・原画）

2003年
- KILL BILL（アニメーションパート・原画）

2004年
- スチームボーイ（原画）

2005年
- 劇場版 機動戦士ΖガンダムI 星を継ぐ者（キャラクター作画監督）
- 劇場版 機動戦士ΖガンダムII 恋人たち（作画監督）

2006年
- 劇場版 機動戦士ΖガンダムIII 星の鼓動は愛（キャラクター作画監督）
- 銀色の髪のアギト（作画監督・原画）

2007年
- Genius Party「BABY BLUE」（レイアウト）

2008年
- バイオハザード ディジェネレーション（キャラクターデザイン）

2010年
- いばらの王-King of Thorn-（総作画監督）

2012年
- ベルセルク 黄金時代篇I 覇王の卵（キャラクターデザイン・総作画監督）
- バイオハザード ダムネーション（キャラクターデザイン）

2014年
- 黒の栖-クロノス-（監督）アニメミライ2014参加作品

2015年
- 劇場版 PSYCHO-PASS サイコパス（キャラクターデザイン・総作画監督）

2021年
- 機動戦士ガンダム 閃光のハサウェイ（キャラクターデザイン・キャラクター総作画監督）

2023年
- 劇場版 PSYCHO-PASS サイコパス PROVIDENCE（キャラクターデザイン・総作画監督）

2024年
- ウマ娘 プリティーダービー 新時代の扉 (原画)

時期未発表
- 機動戦士ガンダム 閃光のハサウェイ キルケーの魔女（キャラクターデザイン）

### OVA
1985年
- GREED（作画監督）
- メガゾーン23（-1988年、原画）
- 戦え!!イクサー1（原画）

1986年
- COOL COOL BYE（作画監督）

1987年
- 魔龍戦紀（-1989年、キャラクターデザイン・作画監督）
- エルフ・17（原画）
- 大魔獣激闘 鋼の鬼（キャラクターデザイン・作画監督）
- デジタル・デビル物語 女神転生（作画監督）
- 超神伝説うろつき童子（原画）
- TO-Y（キャラクターデザイン・作画監督）
- レリックアーマーLEGACIAM（原画）
- バブルガムクライシス（-1991年、原画）

1988年
- 悪魔の花嫁 蘭の組曲（原画）
- 魔界都市〈新宿〉（作画監督）
- 銀河英雄伝説（-1989年、ゲストキャラクター原案）
- XANADU ドラゴンスレイヤー伝説（原画）

1989年
- 聖獣機サイガード -CYBERNETICS・GUARDIAN-（作画監督補佐・原画）

1990年
- 緑野原迷宮（原画）
- BE-BOY KIDNAPP'N IDOL（キャラクターデザイン・作画監督）
- SOL BIANCA（キャラクターデザイン・作画監督・原画）
- NINETEEN 19（キャラクターデザイン・作画監督）

1991年
- 孔雀王3 櫻花豊穣（作画監督協力）
- DETONATORオーガン（-1992年、原画）

1992年
- BASTARD!! -暗黒の破壊神-（-1993年、コスチュームデザイン協力・作画監督・Special Thanks）
- 創世機士ガイアース（-1993年、Special Thanks）
- 間の楔（-1994年、キャラクターデザイン・作画監督）

1993年
- THE八犬伝［新章］（-1995年、特別作監）
- モルダイバー（作画監督）

1995年
- 精霊使い（作画監督）
- アミテージ・ザ・サード（作画監督・原画）
- 天地無用! 魎皇鬼（第2期、作画監督）

1996年
- Ninja者（原画）

1997年
- フォトン（Special Thanks）

1998年
- 聖少女艦隊バージンフリート（作画監督補佐）

1999年
- 太陽の船 ソルビアンカ（キャラクターデザイン・作画監督・原画）

2002年
- 高校鉄拳伝タフ（作画協力）

2003年
- ANIMATORIX: DETECTIVE STORY（キャラクターデザイン・作画監督）
- パラサイトドールズ（キャラクターデザイン・作画監督）

2005年
- 鴉 -KARAS-（-2008年、原画）

2008年
- BATMAN GOTHAM KNIGHT（キャラクターデザイン・作画監督・原画）

2010年
- 間の楔（キャラクターデザイン・総作画監督）

### Webアニメ
- 幕末機関説 いろはにほへと（2006年-2007年、作画監督・原画）
- 日本アニメ（ーター）見本市 「ハンマーヘッド」(2015年7月配信、キャラクターデザイン・作画監督)

### ゲーム
- ロードブラスター（1985年、原画）
- ミスティ・ブルー（1990年、キャラクターデザイン・原画）
- ときめきメモリアル2 対戦ぱずるだま（2001年、OPアニメーション・原画）
- 戦国大戦 -1582 日輪、本能寺より出づる-（2012年、カードイラスト）

### 書籍
- 『トップクリエイターが教えるキャラクターの創り方「サムライチャンプルー」「エルゴプラクシー」にみるアニメーション制作現場』MCプレス、2007年
- 『映画「ベルセルク」ARTBOOK: キャラクター編』Beyond C.、2014年
- 『神撃のバハムート GENESIS アートワークス』一迅社、2015年